# Eugénie Salanson
Eugénie Salanson (Albert, 15 dicembre 1836 – Saint-Pair-sur-Mer, 23 luglio 1912) è stata una pittrice francese di scuola accademica.

## Biografia

### Giovinezza e formazione
[[]]
Eugénie-Alexandrine-Marie Salanson era figlia di Pierre-David Salanson, esattore delle imposte originario di Ispagnac, un villaggio della Lozère. Egli si era trasferito per ragioni di lavoro nel nord della Francia, ad Albert. Fu lì, dunque, che nacque la sua prima figlia, frutto delle sue nozze con Victorine-Angélique Boucher, a sua volta originaria di Saint-Valery-sur-Somme. Nel 1841 nacque una seconda figlia, Charlotte; quindi il 23 settembre 1843 videro la luce due gemelle, Anaïse e Élise. Quest'ultima divenne in seguito allieva di Eugénie a Parigi. La famiglia, nel 1852, si stabilì a Saint-Omer (Pas-de-Calais) al 24 di rue des Salines, quando Pierre-David Salanson venne nominato "esattore principale". Morì il 13 marzo del 1863.
Eugénie iniziò dunque la sua formazione artistica a Saint-Omer con il suo primo insegnante, tale M. Crocher di Calais. In seguito, per proseguire gli studi, si trasferì a Parigi, ma, essendo l'École des beaux-arts preclusa alle donne, entrò nell'atelier di Léon Cogniet e quindi in quello di William Bouguereau all'Académie Julian.
Léon Cogniet, di cui Eugénie presentò un ritratto al "Salon" del 1877, ebbe su di lei una notevole influenza, visibile nelle numerose opere che alla eseguì per committenti della borghesia e dell'alta società. Quanto all'impronta che ella ricevette dall'altro suo illustre insegnante, William Bouguereau, essa è percepibile nei ritratti di contadine italiane e delle pescatrici di Saint-Pair-sur-Mer e di Granville.

### Un'artista accademica
Eugénie Salanson moltiplicò le sue mostre nei più importanti "Salon" di Francia e dell'estero. Espose a Parigi con grande regolarità e, forte del suo successo, poté mantenere un apprezzabile tenore di vita di livello borghese. Braun Clément & Co riprodusse i suoi quadri e il suo nome varcò le frontiere della Francia. Come per il suo maestro William Bouguereau, le sue opere furono richieste soprattutto in Inghilterra e in America.
Negli anni 1880, Eugénie acquistò la Villa Saint-Joseph in prossimità di Granville, nella nascente località balneare di Saint-Pair. Fu proprio questa regione che le ispirò numerosi quadri che hanno per tema ricorrente le giovani pescatrici del paese. La sua opera Bassa marea,  del 1880, è pubblicata nel volume Women Painters of the World (1905).
Verso il 1885 tornò stabilmente nella capitale, andando ad abitare nel suo ultimo domicilio parigino, al 117 di rue Notre-Dame-des-Champs. In questa strada erano presenti numerosi atelier di artisti e William Bouguereau vi possedeva un palazzo privato. Contattò allora Camille Claudel che le affittò un atelier fin dal 1882, con altre artiste scultrici.
Negli ultimi anni Eugénie soleva trascorrere l'estate nella sua villa di Saint-Pair-sur-Mer. E in quella villa, all'età di 75 anni, morì.
Il 10 agosto 1988, Didier Robin, commissario banditore di Granville, vendette all'asta una parte del contenuto dell'atelier di Eugénie Salanson, composta da una quarantina di opere.
Oggi il suo nome è regolarmente presente nei cataloghi di Sotheby's, Christie's, Drouot, come di altre famose Case di aste. Le sue tele sono esposte in alcuni musei, ma sono soprattutto presenti nelle collezioni private.
Eugénie Salanson restò fedele per tutta la vita alla pittura accademica. La sua pennellata e i tratti dei suoi personaggi sono certamente più freschi, più sensibili e veritieri di quelli dei suoi maestri; ma nelle sue tele nulla dei movimenti pittorici che contraddistinsero la seconda metà del secolo, dall'impressionismo in poi, vi traspare. Ella, comunque, fu un'abile artista che, rispetto all'accademismo, espresse nei suoi lavori una evidente ricerca interiore.

## Opere

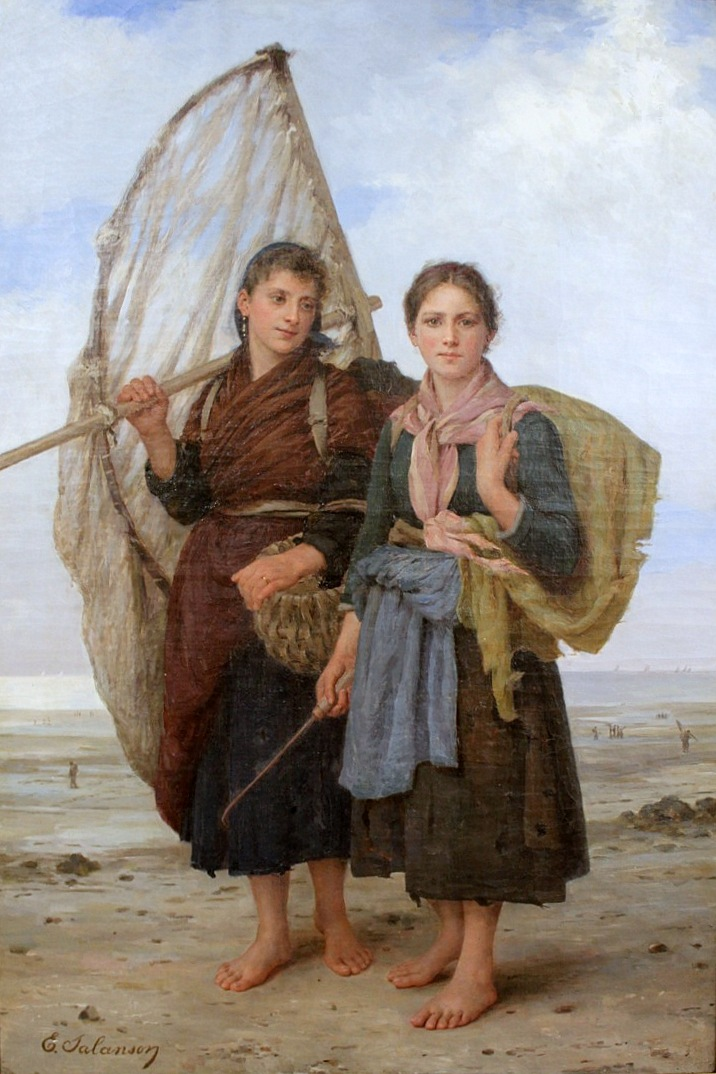
Bassa marea

Elenco non completo

### Collezioni pubbliche
- Portrait de jeune fille, Museo Bertrand, Châteauroux
- Prière pour la France, 1874, Museo du Vieux-Château, Laval (Mayenne)
- Le Sacré Cœur de Jésus, 1871[9],Chiesa di Saint-Nicolas di Villers-Cotterêts
- La Francine de Granville, Manchester, Art gallery
- Portrait de petite fille, Manchester, Art gallery
- La Pêcheuse, 1892, Rochester (New York), Memorial Art Gallery

### Collezioni private
- A un balcon (Élise e Anaïse Salanson, e ?), 1866
- Portrait d'Elise Salanson, 1870
- Portrait de M.me Pierre-David Salanson, 1870
- Portrait de femme veuve, 1871
- Portrait d'homme, 1873
- Portrait de femme, 1876
- Portrait de San Giovanni Bosco, 1883
- La Prise de homards, 1884
- La Fille du pêcheur, 1885
- Pensées lointaines, 1887
- Portrait de Magistrat, 1888
- Attendant le retour de la flotte, 1889
- Portrait de la Marquise de Croix, 1889
- Portrait de jeune fille au collier
- Ramasseuse de varechs (Bretagne)
- À marée basse, 1890[10]
- La Pêcheuse, 1892
- Pêcheuse de crevettes, 1894
- La Fille de la grêve
- La petite marchande
- La Voile du pêcheur
- Fillette des champs
- Maria la pêcheuse
- Le Repos
- La Jeune Pêcheuse du Léghé
- Marie la bichettière (pêcheuse de Granville)

### Opere esposte

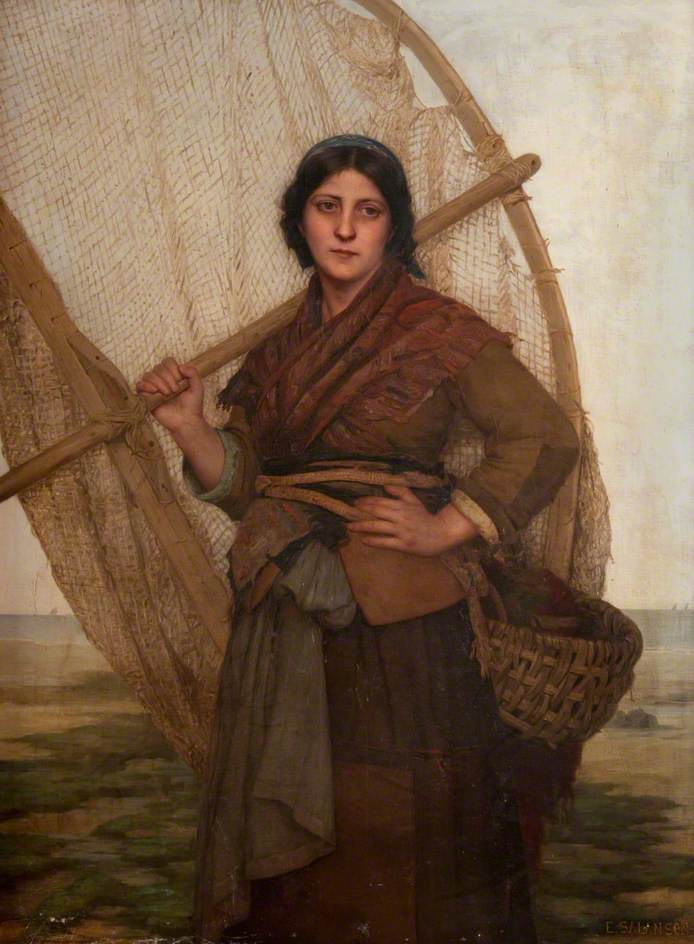
La pescatrice di gamberetti

- 1861 - Exposition nationale des beaux-arts à Nantes
- 1864 - Nature morte le dessus d'une table de ferme, Salon de peinture et de sculpture de l'Académie des beaux-arts a Parigi
- 1868 - Portrait de M.me M…, Salon dell' "Académie des beaux-arts" di Parigi
- 1869 - L'enfant au raisin, Esposizione municipale di belle arti di Rouen
- 1869 - Nature morte raisins et vase de fleurs renversé, Salon dell'"Académie des beaux-arts" di Parigi
- 1870 - Portrait de M.me P…, Nature morte fleurs et fruits, Salon dell'"Académie des beaux-arts" di Parigi
- 1872 - Portrait de M.me ..., Portrait du docteur Coze, Salon dell'"Académie des beaux-arts" di Parigi
- 1873 - Portrait de M.me la comtesse P. de la L…, Portrait de M. Panard, Salon dell'"Académie des beaux-arts" di Parigi
- 1874 - Prière pour la France (1874), Esposizione di Laval (Mayenne)
- 1874 - Portrait du vice-amiral de Dompierre d'Hornoy, Portrait de M.lle …, Salon dell'"Académie des beaux-arts" di Parigi
- 1874 – Portrait du Marquis de G..., Esposizione della "Société des amis des arts della Seine-et-Oise" a Versailles
- 1875 - Alsacienne priant pour la France, Rêverie, Salon dell'"Académie des beaux-arts" di Parigi
- 1875 – Portrait d'enfant, Esposizione della "Société des amis des arts de Seine-et-Oise" à Versailles"
- 1875 – Gai repos de la jeune faneuse, L'Attente, Esposizione della "Société des amis des arts de Lyon"
- 1876 - Portrait de M. Degrave, Le Chemin de la fontaine, Salon dell'"Académie des beaux-arts" di Parigi
- 1877 - Portrait de M.Léon Cogniet , Portrait de M. C… sénateur, Salon dell'"Académie des beaux-arts" di Parigi
- 1878 - Portrait de M. Chauveau, Du mouron pour les petits oiseaux, Salon dell'"Académie des beaux-arts" di Parigi
- 1878 – Jeune fille tricotant, Esposizione universale di Parigi (1889)
- 1879 - Sur la grève, L'Attente, Salon dell'"Académie des beaux-arts" di Parigi
- 1879 – La Pauvrette, En route pour la fontaine, Esposizione di belle arti di Pau
- 1880 - Portrait de femme, Salon di belle arti di Nizza
- 1880 - En route, Humble récolte, Salon dell'"Académie des beaux-arts" di Parigi
- 1881 - Le Jeune Pêcheur, La Paysanne, "Salon des artistes français" a Parigi
- 1881 - Pêcheuse normande, En attendant la marée, Winter Exhibition, United Arts Gallery a Londra
- 1882 - Partie pour la pêche de nuit, Sur le port, "Salon des artistes français" a Parigi
- 1883 - Sur la plage, Retour de pêche, "Salon des artistes français" a Parigi
- 1884 - Esposizione internazionale al Crystal Palace di Londra
- 1884 - La Bonne Prise, La Récolte de varech, "Salon des artistes français" a Parigi
- 1885 - Sur la falaise, "Salon de la société des amis des arts de Bordeaux"
- 1885 – Le contraste, Esposizione della "Société des amis des arts de Lyon"
- 1885 - La Ramasseuse d'épaves (1883), La Fille du pêcheur (1885), "Salon des artistes français" a Parigi
- 1886 - Avant la pêche (1886), "Salon des artistes français" a Parigi
- 1887 - Portrait de M. Léon Le Port (magistrat), "Salon des artistes français" a Parigi
- 1888 - Portrait de M. le général S…, Portrait de la comtesse de la T…, "Salon des artistes français" a Parigi
- 1889 - L'Attente, "Salon de Blanc et Noir" della "Société des amis des arts du Limousin" a Limoges
- 1889 - Portrait de M. … (magistrat), "Salon des artistes français" a Parigi
- 1891 - Pêcheuse, Esposizione dell' "Art Association" di Montréal
- 1892 - Esposizione della Royal Academy of Arts a Londra
- 1894 - Portrait de M.me de …, "Salon des artistes français" a Parigi
- 1895 - Portrait de M.lle …, "Salon des artistes français" a Parigi
- 1896 - Portrait de Pierre …, "Salon des artistes français" a Parigi
- 1897 - Portrait de M. Burlureaux, Portrait de Marie, "Salon des artistes français" a Parigi
- 1898 - Portrait de M. le comte de Miramon, Portrait de M. le comte de Kergorlay, "Salon des artistes français" a Parigi
- 1899 - Portrait de M. le général de Vaulgrenant, Portrait de M.me la baronne de B…, "Salon des artistes français" a Parigi
- 1900 - Portrait du général de France, "Salon des artistes français" a Parigi
- 1901 - Portrait de M.me la vicomtesse de …, "Salon des artistes français" a Parigi
- 1902 - Portrait de M.me la vicomtesse de …, "Salon des artistes français" a Parigi
- 1904 - Fleurs des champs, En Bretagne, "Salon des artistes français" a Parigi
- 1905 - Portrait, "Salon des artistes français" a Parigi
- 1906 - Portrait de M. Émile Deriolaine, "Salon des artistes français" a Parigi

## Galleria d'immagini

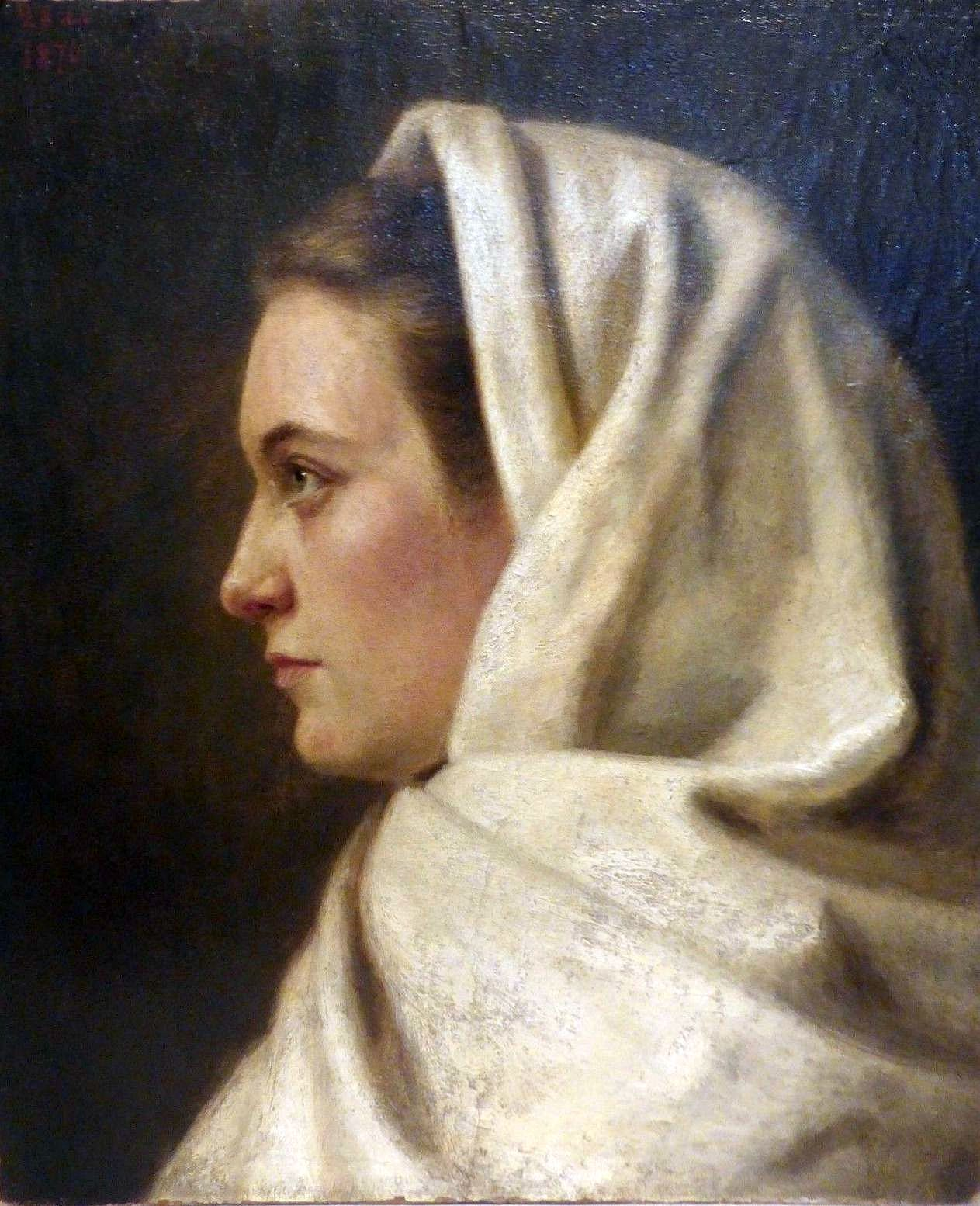
La sorella Elisa
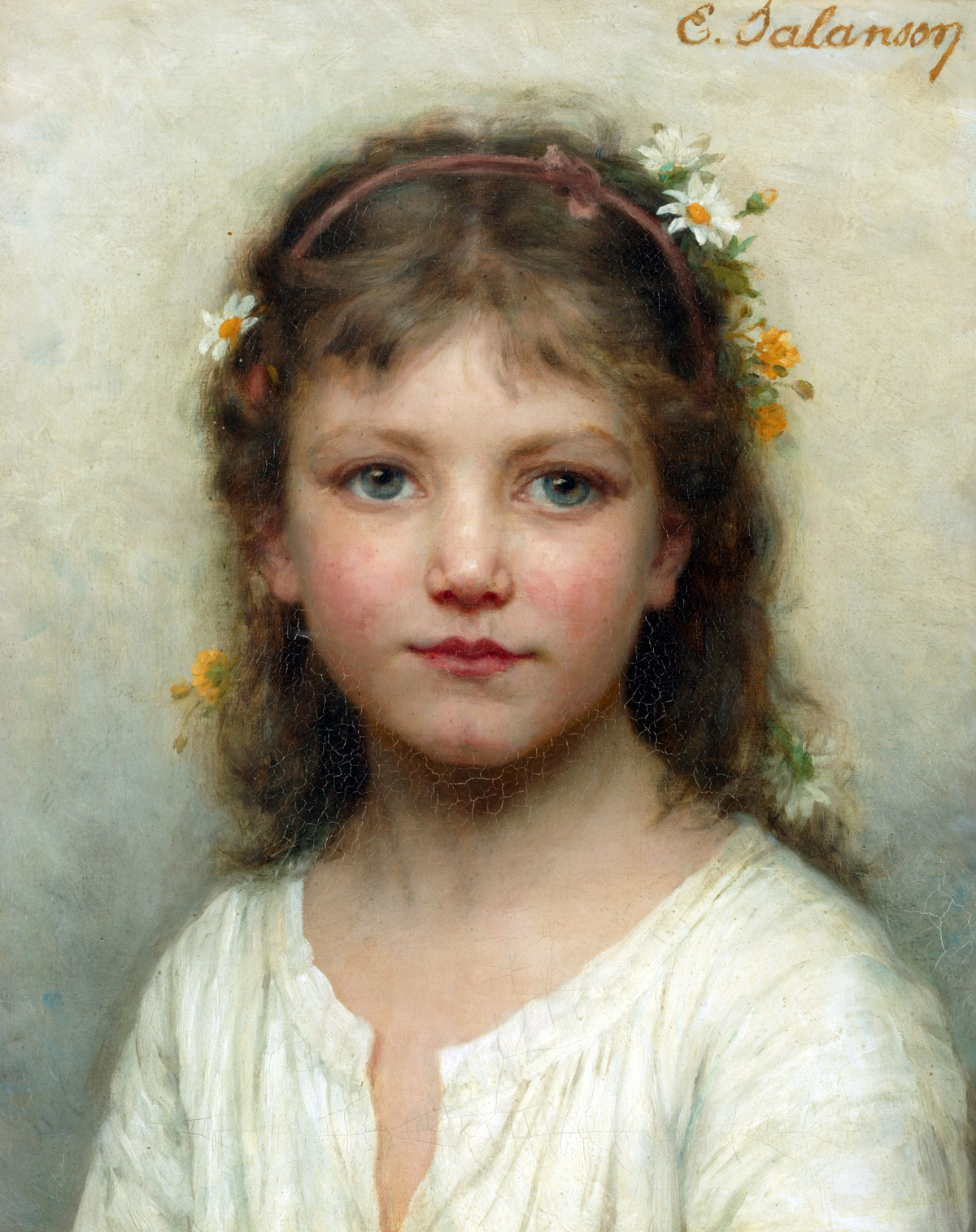
Ritratto di fanciulla
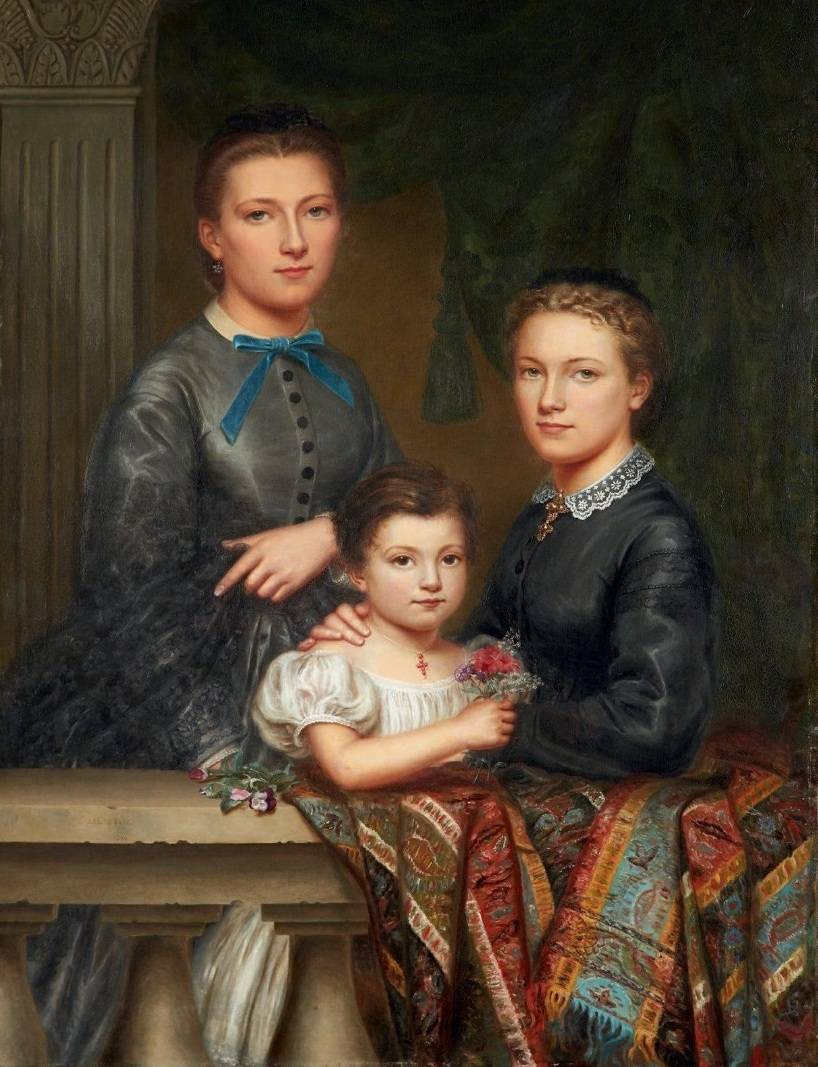
Al balcone (Anaïse et Élise Salanson), 1866
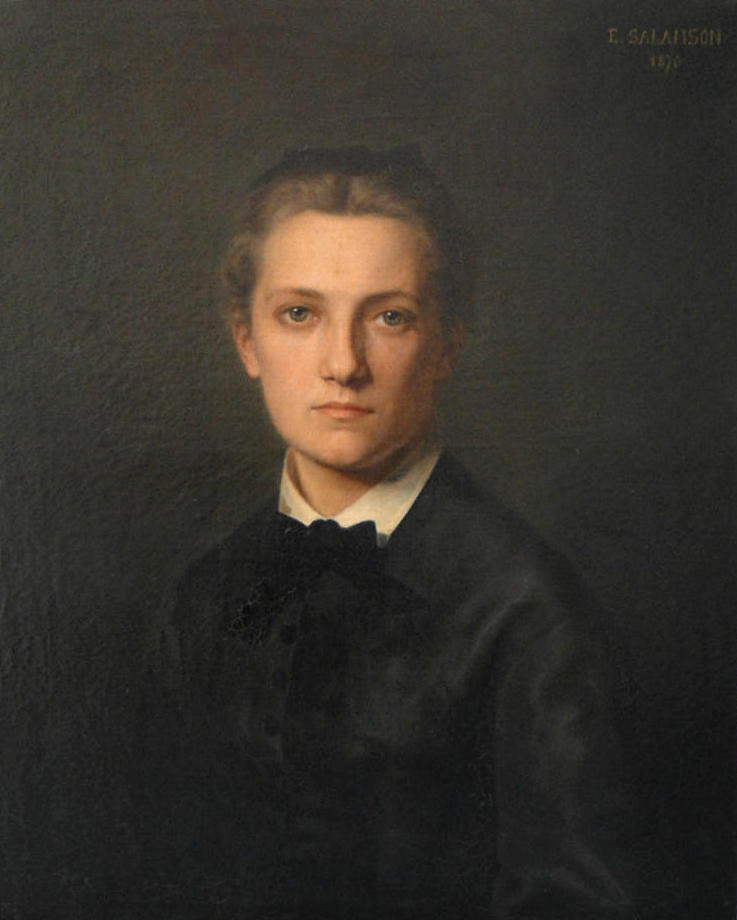
Ritratto di Élise Salanson, 1870
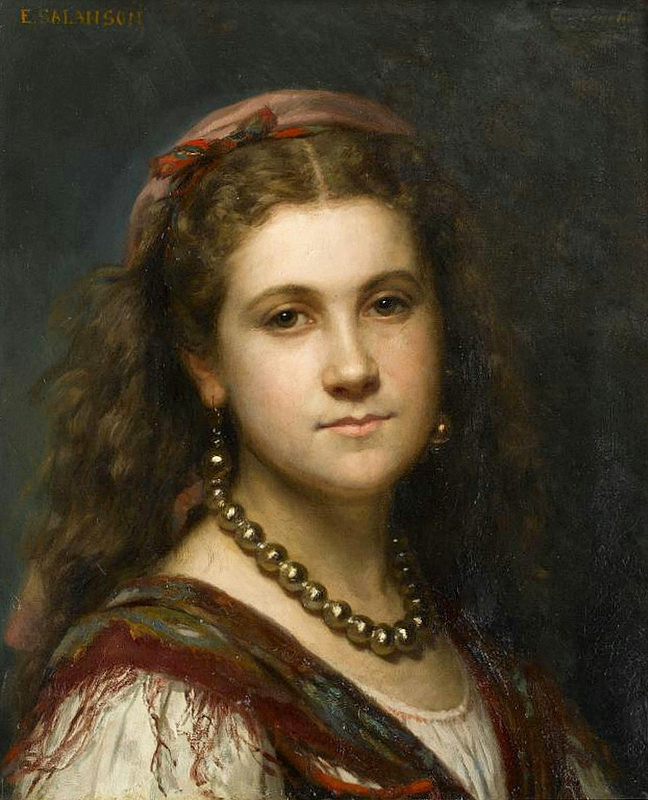
Ragazza con collana
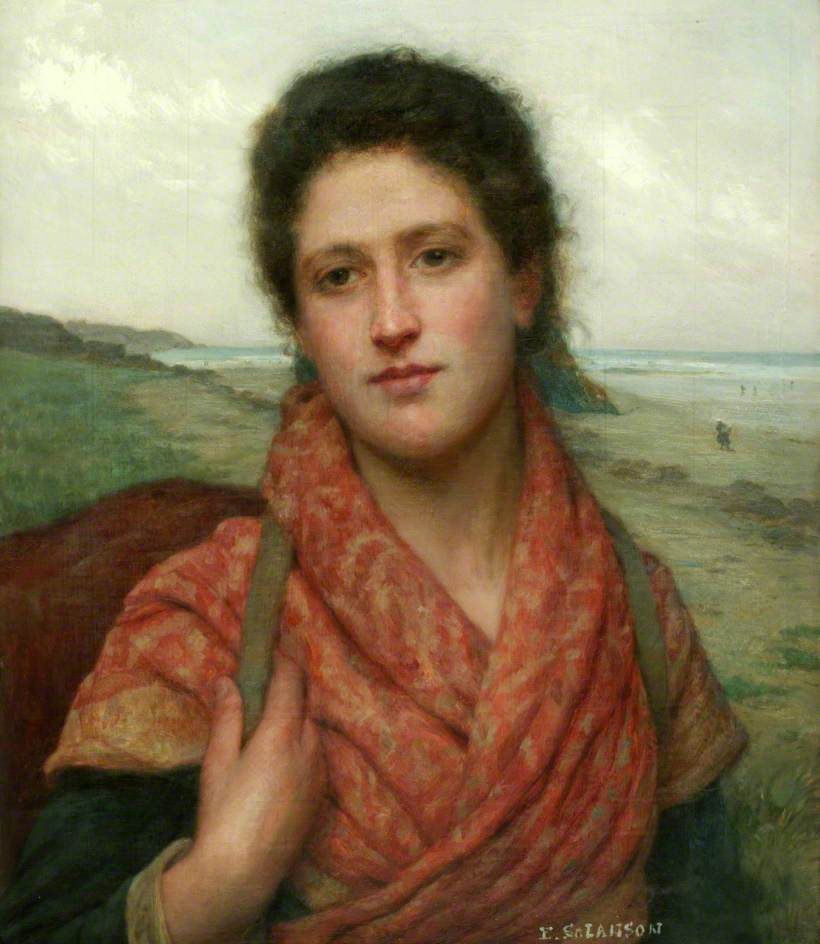
La Francine di Granville